# Tel Aviv Open 2022 - Qualificazioni singolare
Le qualificazioni del singolare del Tel Aviv Open 2022 sono state un torneo di tennis preliminare per accedere alla fase finale della manifestazione. I vincitori dell'ultimo turno sono entrati di diritto nel tabellone principale. In caso di ritiro di uno o più giocatori aventi diritto, a questi sono subentrati i Lucky loser, ossia i giocatori che hanno perso nell'ultimo turno ma che avevano una classifica più alta rispetto agli altri partecipanti che avevano comunque perso nel turno finale.

## Teste di serie
1. Liam Broady (qualificato)
2. Vasek Pospisil (ultimo turno, lucky loser)
3. Luca Nardi (ultimo turno)
4. Aleksandr Ševčenko (ultimo turno)

1. Zsombor Piros (primo turno)
2. Nicolás Álvarez Varona (ultimo turno)
3. Lorenzo Giustino (primo turno)
4. David Ionel (primo turno)

## Qualificati
1. Liam Broady
2. Marius Copil

1. Edan Leshem
2. Cem İlkel

### Lucky loser
1. Vasek Pospisil

## Tabellone

### Sezione 1
|  | Primo turno | Primo turno            | Primo turno     | Primo turno | Primo turno |  |  | Ultimo turno | Ultimo turno           | Ultimo turno           | Ultimo turno | Ultimo turno |  |
|  |             |                        |                 |             |             |  |  |              |                        |                        |              |              |  |
|  | 1           | Liam Broady            | Liam Broady     | 6           | 6           |  |  |              |                        |                        |              |              |  |
|  | PR          | Roberto Marcora        | Roberto Marcora | 3           | 2           |  |  | 1            | Liam Broady            | Liam Broady            | 7            | 6            |  |
|  | WC          | Daniel Cukierman       | 2               | 6           | 3           |  |  | 6            | Nicolás Álvarez Varona | Nicolás Álvarez Varona | 6(1)         | 1            |  |
|  | 6           | Nicolás Álvarez Varona | 6               | 2           | 6           |  |  |              |                        |                        |              |              |  |

### Sezione 2
|  | Primo turno | Primo turno    | Primo turno    | Primo turno | Primo turno |  |  | Ultimo turno | Ultimo turno   | Ultimo turno   | Ultimo turno | Ultimo turno |  |
|  |             |                |                |             |             |  |  |              |                |                |              |              |  |
|  | 2           | Vasek Pospisil | Vasek Pospisil | 7           | 6           |  |  |              |                |                |              |              |  |
|  |             | Illja Marčenko | Illja Marčenko | 65          | 2           |  |  | 2            | Vasek Pospisil | Vasek Pospisil | 5            | 4            |  |
|  | Alt         | Marius Copil   | 3              | 6           | 6           |  |  | Alt          | Marius Copil   | Marius Copil   | 7            | 6            |  |
|  | 8           | David Ionel    | 6              | 1           | 4           |  |  |              |                |                |              |              |  |

### Sezione 3
|  | Primo turno | Primo turno      | Primo turno      | Primo turno | Primo turno |  |  | Ultimo turno | Ultimo turno | Ultimo turno | Ultimo turno | Ultimo turno |  |
|  |             |                  |                  |             |             |  |  |              |              |              |              |              |  |
|  | 3           | Luca Nardi       | Luca Nardi       | 6           | 6           |  |  |              |              |              |              |              |  |
|  |             | Andrej Čepelev   | Andrej Čepelev   | 3           | 1           |  |  | 3            | Luca Nardi   | Luca Nardi   | 4            | 64           |  |
|  | WC          | Edan Leshem      | Edan Leshem      | 6           | 6           |  |  | WC           | Edan Leshem  | Edan Leshem  | 6            | 7            |  |
|  | 7           | Lorenzo Giustino | Lorenzo Giustino | 3           | 1           |  |  |              |              |              |              |              |  |

### Sezione 4
|  | Primo turno | Primo turno        | Primo turno        | Primo turno | Primo turno |  |  | Ultimo turno | Ultimo turno       | Ultimo turno | Ultimo turno | Ultimo turno |  |
|  |             |                    |                    |             |             |  |  |              |                    |              |              |              |  |
|  | 4           | Aleksandr Ševčenko | Aleksandr Ševčenko | 6           | 6           |  |  |              |                    |              |              |              |  |
|  | Alt         | Marek Gengel       | Marek Gengel       | 4           | 4           |  |  | 4            | Aleksandr Ševčenko | 6            | 4            | 1            |  |
|  |             | Cem İlkel          | 4                  | 7           | 7           |  |  |              | Cem İlkel          | 2            | 6            | 6            |  |
|  | 5           | Zsombor Piros      | 6                  | 64          | 65          |  |  |              |                    |              |              |              |  |